# 地號
地號是地籍用語，指土地的編號。地號主要用於不動產登記，由地政單位制訂、管理。
與地籍的地號相對，戶籍係利用門牌號碼作為編號。地號與門牌號之間通常沒有規律，需要製作對照表。

## 概論
土地的編號，法源為《土地法》第40條：「地籍整理以直轄市或縣（市）為單位，直轄市或縣（市）分區，區內分段，段內分宗，按宗編號。」
因此，完整的地號，形式為「○○市△△區□□段××地號」。有些地區有「小段」的設置，例如臺南孔子廟，其地號為「臺南市中西區幸段二小段48地號」。

## 出現與確立

### 清治時期

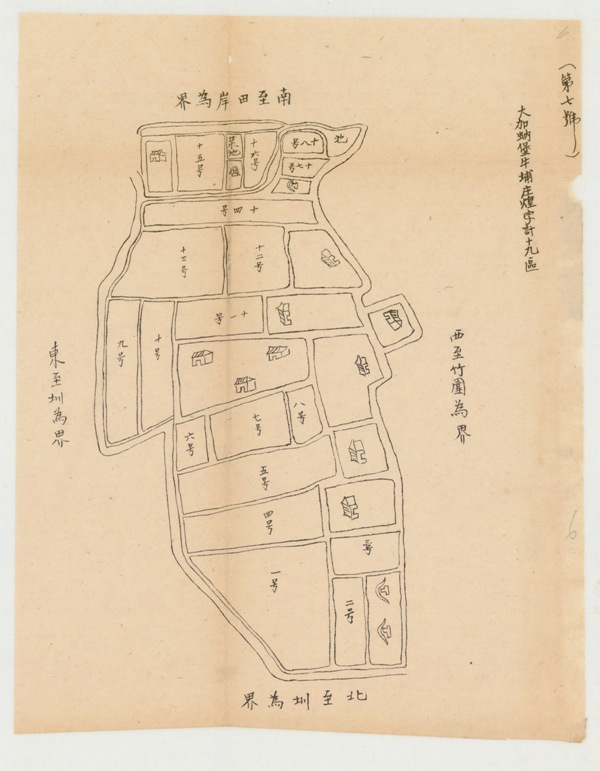
清丈的魚鱗圖冊

臺灣在明、清時期，逐漸形成一種稱為「堡、里」的地方自治行政區域。通常數個聚落（稱為街、庄、社）
形成一堡。堡里與街庄社配合使用，可用來作為指示位置。然而，這套系統並沒有明確的空間界線，因此會產生「介於兩庄之間的土地，究竟是屬於A庄還是B庄」的疑問。
劉銘傳接任臺灣巡撫後，實施「土地清丈」，並於1886年（光緒12年）在臺北、臺南成立「清賦總局」統籌規劃，是臺灣整理地籍之開端。隨著清丈進行，各堡里、街庄之間劃定較為明確的界線。清丈繪製的《魚鱗圖冊》，使用當時的區劃制度，以「堡里－街庄」兩層區劃，加上地號描述土地位置。例如右圖為大加蚋堡牛埔庄的圖冊，每塊土地均有編號。而某些街庄，可能會再分成數個「土名」。

### 日治時期
進入日治時期後，清丈圖冊因戰亂，多有喪失。為了掌握殖民地，1898年（明治31年）7月17日臺灣總督府發布《臺灣土地調查規則》，由1900年4月開始，費時五年，於1904年2月完成土地調查事業。
1904年土地調查事業確定了地號（當時稱）與其界線。日人繼承清代「堡里－街庄」的區劃制度。日治時期50年，地號維持相當穩定，甚至現今臺灣多數地區的地號，多能直接追溯至當年的調查。由於採用了比日本本土的更先進的測量技術，因此至今仍在使用這些100年前製作的地籍資料。值得一提的是，臺灣日治時期與當時的日本本土一樣，直接將地籍地號作為戶籍住址使用，並沒有現代的門牌號碼系統。
1920年地方制度改正，廢除堡里，並將街庄更名大字、土名更名小字，若干地名也有變更。另外，由1916年開始，臺南、臺中、阿緱（屏東）、臺北、基隆、嘉義、新竹等市街，先後實施町名改正。也就是配合都市計畫，以新闢的道路為中心，重劃為數個「町」（層級等於大字）、下設丁目（層級等於小字），並重編地番。易言之，都市是日治時期地番改變最劇烈的地域。

## 現代地號

### 戰後初期
戰後，中華民國政府引入門牌號碼，戶籍及日常生活改使用道路與門牌，地號則退居純粹地籍用途。1952年，臺灣省政府頒布《各縣市日式地名更改要點》，其中第二點第三項，規定：
「大字」改為「段」，「字」改為「小段」。原表示大字範圍之「町」字及表示小字範圍之「丁目」二字，一律改換為「段」及「小段」。
此後各縣市陸續配合改正。舉例而言：臺南孔子廟原位於「幸町二丁目48番地」，1953年3月市府公布改換後，更為「幸段二小段48地號」。
另外，也有一部分名稱，由於屬《要點》第一條中「有伸揚日本國威者、有紀念日人者、顯為日式名稱者」，而被更名。例如臺北市在1953年1月公布地名更改，其中大和町，被更名「撫臺段」。

### 地籍圖重測
臺灣日治時期測繪之地籍原圖，原蒐藏於總督府，但第二次世界大戰時遭炸毀。戰後，以日治時期地籍原圖描繪裱裝而成之副圖辦理地籍管理。
由於地籍圖使用超過百年，紙張多有伸縮、破損。且因土地分割、地形變遷、邊界變動等影響，以及現代要求更精確之比例尺，政府遂開始進行重測。
重測後的地籍，可能會伴隨著重編地號、增刪地段，因此需要查表才能暸解新舊地號的變動。目前各縣市政府均在線上提供「新舊地建號對照」系統，供查詢地號改變。

## 相關
- 町名改正
- 地段

## 外部連結
- 地籍圖資網路便民系統（页面存档备份，存于），內政部地政司
- 日治時期住所番地查詢現今位置（页面存档备份，存于），數位典藏與學習電子報 第九卷第十二期 ，中央研究院人社中心地理資訊科學研究專題中心
- 各縣市新舊地號查詢
  - 北基宜：基隆市[永久]、臺北市、新北市、宜蘭縣[永久]
  - 桃竹苗：桃園縣（页面存档备份，存于）、新竹縣、新竹市（页面存档备份，存于）
  - 中彰投：臺中市（页面存档备份，存于）、彰化縣、南投縣（页面存档备份，存于）
  - 嘉南：嘉義市、嘉義縣水上地政、嘉義縣朴子地政、嘉義縣竹崎地政、臺南市
  - 高屏：高雄市、屏東縣
  - 花東澎：花蓮縣、臺東縣（页面存档备份，存于）、澎湖縣